# ادوگاوا رانپو
ادوگاوا رانپو (انگلیسی: Edogawa Ranpo؛ زاده ۲۱ اکتبر ۱۸۹۴ درگذشته ۲۸ ژوئیهٔ ۱۹۶۵) یک نویسنده اهل ژاپن بود.
رانپو اداگاوا با تاثیر از (ادگار الن پو) و داستانهای او ، به این نام نامگذاری شد. 
بنظر می رسد او بعلت خونریزی مغزی فوت کرد.
همچنین شخصیتی با این اسم ، در "انیمه سگ های ولگرد بانگو" وجود دارد که از ادگاوا رانپو، الهام گیری شده است.
کتاب های ادوگاوا رانپو ، در زمینه های جنایی، معمایی و همچنین تا حدودی ترسناک واقع شدند.
چهار کتاب از او به فارسی توسط محمود گودرزی ترجمه و از انتشارات چترنگ انتشار یافته .
اتاق قرمز ،مارمولک سیاه،شکار و تاریکی و جنایات مرموز دکتر مِرا نام این اثار هستند.